# ينغفي هولمبرغ
ينغفي هولمبرغ هو سياسي سويدي، ولد في 21 مارس 1925 في Bromma Parish ‏ في السويد، وتوفي في 29 أكتوبر 2011 في  في السويد. نشط حزبياً في حزب التجمع المعتدل.

## مناصب
- في الانتخابات العامة السويدية 1970 [الإنجليزية]‏، انتخب عضو البرلمان السويدي [الإنجليزية]‏ عن دائرة دائرة بلدية ستوكهولم الانتخابية [الإنجليزية]‏ وقد انضم خلال فترته النيابية (11 يناير 1971 – 10 يناير 1974) للكتلة البرلمانية حزب التجمع المعتدل.
- انتخب زعيم حزب حزب التجمع المعتدل (1965 – 1970).
- انتخب قنصل عام [الإنجليزية]‏ (1978 – 1982).
- انتخب governor of Halland County  [لغات أخرى]‏ (1972 – 1977).
- انتخب عضو في مجلس الغرفة الأولى لبرلمان السويد  [لغات أخرى]‏ عن دائرة دائرة بلدية ستوكهولم الانتخابية [الإنجليزية]‏ (1962 – 1968).
- انتخب عضو الغرفة الثانية  [لغات أخرى]‏ عن دائرة دائرة بلدية ستوكهولم الانتخابية [الإنجليزية]‏ (1969 – 1970).